# Гуджаратська Вікіпедія
Гуджаратська Вікіпедія (гудж. नेपाली विकिपीडिया) — розділ Вікіпедії гуджаратською мовою. Гуджаратська Вікіпедія станом на 26 березня 2025 року містить 30 534 статті, 81 201 зареєстрованого користувача, 90 активних дописувачів, 3 адміністраторів
. Загальна кількість сторінок в гуджаратській Вікіпедії — 131 947, редагувань — 881 622, мультимедійні файли відсутні
. Глибина (рівень розвитку мовного розділу) гуджаратської Вікіпедії середня і становить 73.7 пунктів
. 
| Читачі гуджаратської Вікіпедії (лютий 2016) | Читачі гуджаратської Вікіпедії (лютий 2016) | Читачі гуджаратської Вікіпедії (лютий 2016) | Читачі гуджаратської Вікіпедії (лютий 2016) | Читачі гуджаратської Вікіпедії (лютий 2016) |
| ------------------------------------------- | ------------------------------------------- | ------------------------------------------- | ------------------------------------------- | ------------------------------------------- |
| Країна                                      |                                             |                                             | %переглядів                                 |                                             |
| Індія                                       | Індія                                       |                                             | 83.3%                                       | 83.3%                                       |
| США                                         | США                                         |                                             | 16.7%                                       | 16.7%                                       |

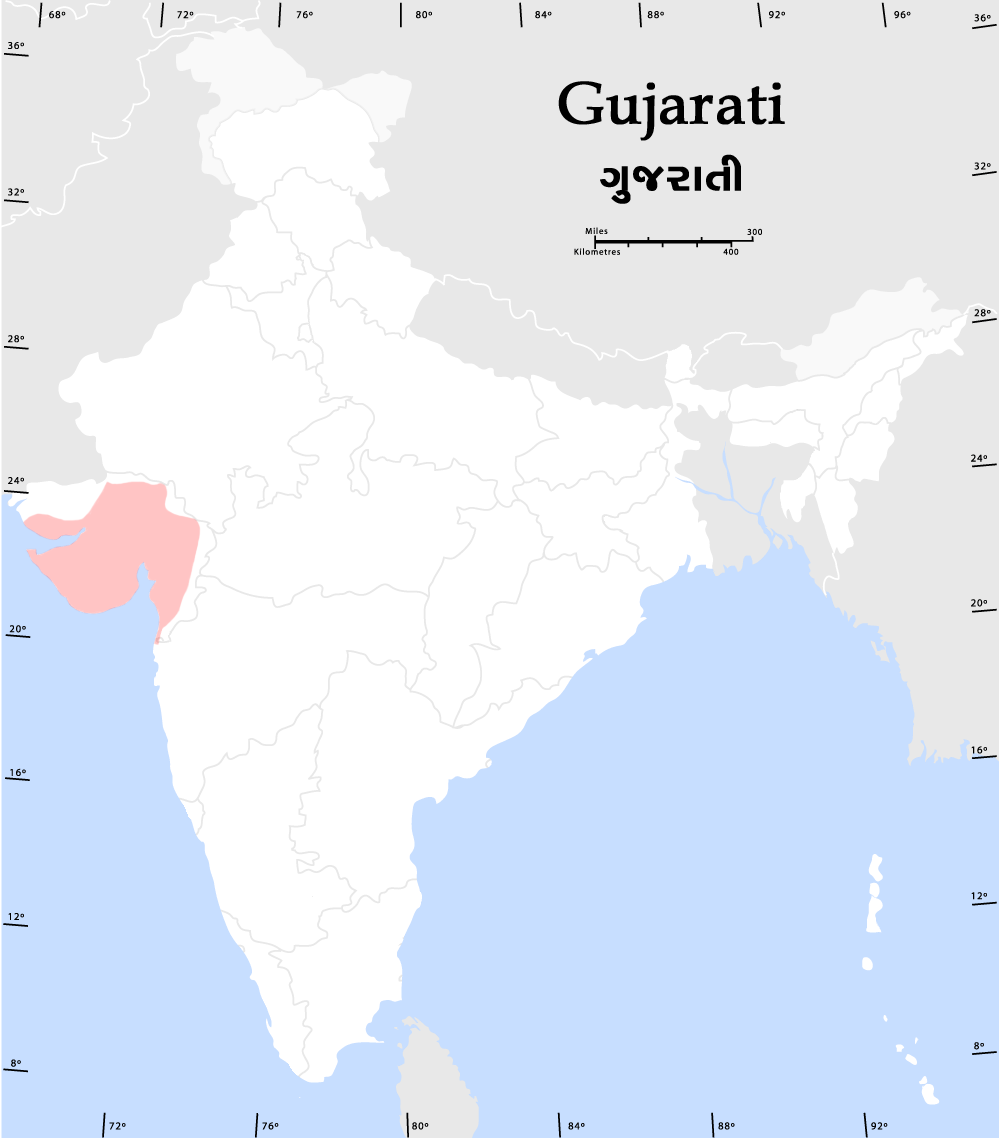
Територія поширення гуджаратської мови.